# 袁嘉諾

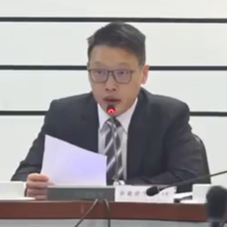
袁嘉諾主持元朗區議會2020年度第一次會議

袁嘉諾（英語：Enoch Yuen Ka-lok），香港公務員，現任香港駐成都經濟貿易辦事處主任，曾由2017年至2021年擔任元朗民政事務專員。

## 早年生涯
袁曾就讀陳瑞芝紀念中學和香港中文大學，2001年加入政務職系成為公務員，曾於民政事務局、政務司司長辦公室、香港駐悉尼經濟貿易辦事處和保安局等政策局工作，至2017年12月13日接替麥震宇出任元朗民政事務專員，調任前為工業貿易署助理署長。胡天祐在2021年4月29日獲港府安排接替袁出任專員，他逐改於民政事務局及其後的民政及青年事務局任職局長政務助理。他在2023年5月22日起出任香港駐成都經濟貿易辦事處主任。

## 爭議

### 取消朱凱迪參與2018年村代表選舉參選資格
立法會議員朱凱迪於2018年參與村代表選舉，但最終袁嘉諾引述朱凱迪在facebook表明香港人應該決定自己的命運，以政見為理由取消朱凱迪參選資格。朱凱迪其後回應，自己並不主張港獨，連不反對他人主張港獨也成為不擁護《基本法》的DQ理據，「搬龍門」有違《基本法》。

### 被指妨礙元朗區議會調查襲擊事件小組工作
於2019年香港區議會選舉後，民主派於元朗區議會佔多數，及後區議會通過成立工作小組調查元朗襲擊事件，當中討論「無警時份」的元朗，居民治安、人身安全等問題。但民政事務處指控工作小組超出區議會職能，袁嘉諾更表明秘書處不會為小組提供服務。及後，工作小組主席、元朗元龍區議員張秀賢透露，一班區議員計劃另聘法律顧問，確保在不影響司法程序下跟進7.21事件，但涉及開支等細節有待商討。他說，若然民政處再有後著，不批出開支、不承認外間法律意見的話，只好在法庭處理爭議。

### 阻止元朗區議會討論平反六四
於2020年5月12日，元朗區議會召開大會，主席黃偉賢欲討論「平反六四」，袁嘉諾隨即指議程不符合區議會職能及民政處立場，遂「拉大隊」離場，區議會內的音響設備被中斷，在場剩下的民主派議員，需要另以無線咪發言。黃偉賢其後批評袁嘉諾是「走肉行屍」，只跟政府做事，表示區議會不需要如此失職的職員，只需要有良知的官員。

## 資料來源
1. ↑  .   [2020-06-05]. （原始内容存档于2020-06-05）.
2. 1 2 3  . 蘋果日報 (香港). 2018-12-03  [2020-08-09]. （原始内容存档于2020-06-05）.
3. ↑  . 香港特別行政區政府新聞公報. 2017-12-12  [2020-08-09]. （原始内容存档于2020-06-05）.
4. ↑  . 香港特別行政區政府新聞公報. 2021-04-28  [2021-05-06]. （原始内容存档于2021-05-03）.
5. ↑  . 香港特別行政區政府駐成都經濟貿易辦事處. 2022-05-23  [2022-05-23]. （原始内容存档于2022-12-05）.
6. ↑  . 香港特別行政區政府駐成都經濟貿易辦事處. 2022-05-22  [2022-05-23]. （原始内容存档于2023-05-23） –微信.
7. ↑  . 蘋果日報 (香港). 2018-12-03  [2020-08-09]. （原始内容存档于2020-06-05）.
8. ↑  . 眾新聞. 2018-12-02  [2020-08-09]. （原始内容存档于2020-06-05）.
9. ↑  張凱傑. . 眾新聞. 2020-05-21  [2020-08-09]. （原始内容存档于2020-06-05）.
10. ↑  . 香港獨立媒體網. 2020-05-12  [2020-08-09]. （原始内容存档于2021-03-20）.

| 政府职务        | 政府职务                                       | 政府职务      |
| --------------- | ---------------------------------------------- | ------------- |
| 前任者： 麥震宇 | 元朗民政事務專員 2017年12月13日－2021年4月28日 | 繼任： 胡天祐 |
| 前任者： 李蘊妍 | 香港駐成都經濟貿易辦事處主任 2023年5月22日－   | 現任          |